# Iranecio
 Iranecio  B.Nord., 1989 è un genere di piante angiosperme dicotiledoni della famiglia delle Asteraceae (sottofamiglia Asteroideae).

## Etimologia
Il nome del genere deriva dall'areale dell'Iran e dal genere Senecio.
Il nome scientifico del genere è stato definito dal botanico Rune Bertil Nordenstam (1936-) nella pubblicazione " Flora Iranica. Graz" (Fl. Iranica [Rechinger] 164: 53) del 1989.

## Descrizione
Habitus. Le specie di questo genere hanno un habitus di tipo erbaceo perenne rizomatoso. Le superfici delle piante possono essere sia glabre che pubescenti per peli semplici.
Radici. Le radici in genere sono secondarie da rizoma e possono essere fibrose. I rizomi sono corti e corpulenti.
Fusto. La parte aerea è eretta; semplice o ramosa.
Foglie. Le foglie sono disposte in modo alternato e sono picciolate. La forma della lamina varia da intera a pennatosetta.
Infiorescenza. Le sinflorescenze sono composte da più capolini (ma anche pochi) organizzati in formazioni corimboso-panicolate. Le infiorescenze vere e proprie sono formate da un capolino terminale peduncolato di tipo radiato o discoide. Alla base dell'involucro può essere presente (ma non sempre) un calice formato da brattee fogliacee. I capolini sono formati da un involucro, con forme da ampiamente campanulate o emisferiche, composto da diverse brattee, al cui interno un ricettacolo fa da base ai fiori di due tipi: quelli esterni del raggio e quelli più interni del disco. Le brattee sono disposte in modo embricato di solito su una sola serie e possono essere connate alla base. Il ricettacolo è nudo (senza pagliette a protezione della base dei fiori); la forma è convessa e a volte è alveolato.
Fiori.  I fiori sono tetra-ciclici (formati cioè da 4 verticilli: calice – corolla – androceo – gineceo) e pentameri (calice e corolla formati da 5 elementi - i fiori del disco hanno 4 lobi). Sono inoltre ermafroditi, più precisamente i fiori del raggio (quelli ligulati e zigomorfi) sono femminili; mentre quelli del disco centrale (tubulosi e actinomorfi) sono bisessuali o a volte funzionalmente maschili.
- Formula fiorale:

*/x K {\displaystyle \infty }, [C (5), A (5)], G 2 (infero), achenio
- Calice: i sepali del calice sono ridotti ad una coroncina di squame.
- Corolla: nella parte inferiore i petali della corolla sono saldati insieme e formano un tubo. In particolare le corolle dei fiori del disco centrale (tubulosi) terminano con delle fauci dilatate a raggiera con quattro lobi. I lobi possono avere una forma da deltoide a triangolare-ovata. Nella corolla dei fiori periferici (ligulati) il tubo si trasforma in un prolungamento da nastriforme o ligulato a filiforme o allargato, terminante più o meno con cinque dentelli. Il colore delle corolle è giallo.
- Androceo: gli stami sono 5 con dei filamenti liberi. La parte basale del collare dei filamenti può essere dilatata. Le antere invece sono saldate fra di loro e formano un manicotto che circonda lo stilo. Le antere sono senza coda ("ecaudate"). La struttura delle antere è di tipo tetrasporangiato, raramente sono bisporangiate. Il tessuto endoteciale è radiale o polarizzato. Il polline è tricolporato (tipo "helianthoid").[10]
- Gineceo: lo stilo è biforcato con due stigmi nella parte apicale. Gli stigmi sono troncati o ottusi; possono avere un ciuffo di peli radicali o in posizione centrale; possono inoltre essere ricoperti da minute papille; altre volte i peli sono di tipo penicillato. Le superfici stigmatiche sono continue o parzialmente separate.  L'ovario è infero uniloculare formato da 2 carpelli.

Frutti. I frutti sono degli acheni con pappo. La forma degli acheni è oblunga; la superficie è percorsa da diverse coste longitudinali e può essere villosamente pubescente per corti peli. Possono essere presenti delle ali o degli ispessimenti marginali. Non sempre il carpoforo è distinguibile. Il pappo, persistente, è formato da numerose setole snelle, bianche o fulve.

## Biologia
Impollinazione: l'impollinazione avviene tramite insetti (impollinazione entomogama tramite farfalle diurne e notturne).
Riproduzione: la fecondazione avviene fondamentalmente tramite l'impollinazione dei fiori (vedi sopra).
Dispersione: i semi (gli acheni) cadendo a terra sono successivamente dispersi soprattutto da insetti tipo formiche (disseminazione mirmecoria). In questo tipo di piante avviene anche un altro tipo di dispersione: zoocoria. Infatti gli uncini delle brattee dell'involucro (se presenti) si agganciano ai peli degli animali di passaggio disperdendo così anche su lunghe distanze i semi della pianta. Inoltre per merito del pappo il vento può trasportare i semi anche a distanza di alcuni chilometri (disseminazione anemocora).

## Distribuzione e habitat
Le specie di questo genere sono distribuite in Iran, Iraq, Anatolia e Transcaucasia.

## Tassonomia
La famiglia di appartenenza di questa voce (Asteraceae o Compositae, nomen conservandum) probabilmente originaria del Sud America, è la più numerosa del mondo vegetale, comprende oltre 23.000 specie distribuite su 1.535 generi, oppure 22.750 specie e 1.530 generi secondo altre fonti (una delle checklist più aggiornata elenca fino a 1.679 generi). La famiglia attualmente (2021) è divisa in 16 sottofamiglie; la sottofamiglia Asteroideae è una di queste e rappresenta l'evoluzione più recente di tutta la famiglia.

### Filogenesi
Il genere di questa voce appartiene alla sottotribù Senecioninae della tribù Senecioneae (una delle 21 tribù della sottofamiglia Asteroideae). In base ai dati filogenetici la sottotribù, all'interno della tribù, occupa il "core" della tribù e insieme alla sottotribù Othonninae forma un "gruppo fratello".
I seguenti caratteri sono indicativi per la sottotribù:
- il portamento è molto vario (erbe, arbusti, liane, epifite, alberelli o alberi);
- le foglie sono sia basali che cauline disposte in modo alternato;
- sono presenti capolini sia radiati, disciformi o discoidi;
- le antere sono tetrasporangiate, raramente bisporangiate.

La struttura della sottotribù è molto complessa e articolata (è la più numerosa della tribù con oltre 1.200 specie distribuite su un centinaio di generi) e al suo interno sono raccolti molti sottogruppi caratteristici le cui analisi sono ancora da completare. Il genere di questa voce fa parte del gruppo "Adenostylinae" comprendente i generi Adenostyles, Caucasalia, Dolichorrhiza, Iranecio e Pojarkovia, tutti caratterizzati da corolle a 4 lobi ("Gruppo Quadridentato"). Da un punto di vista filogenetico questo gruppo nell'ambito della sottotribù Senecioninae occupa una posizione abbastanza centrale e con i gruppi "Curio group" e il "Gynuroid clade" formano un "gruppo fratello". A causa di questa profonda nidificazione all'interno della sottotribù il gruppo non può essere definito tassonomicamente in modo autonomo.
Alcuni studi filogenetici molecolari hanno permesso di definire meglio le posizioni dei generi all'interno del gruppo. Il cladogramma seguente (semplificato) mostra l'attuale conoscenza filogenetica del "Gruppo Adenostyles" (la posizione del genere  Dolichorrhiza è ancora incerta).
|  | \| \| Iranecio \| \| \| \| \| \| Pojarkovia \| \| \| \| |
|  |                                                         |
|  | Caucasalia                                              |
|  |                                                         |
|  | Iranecio                                                |
|  |                                                         |
|  | Pojarkovia                                              |
|  |                                                         |

|  | Iranecio   |
|  |            |
|  | Pojarkovia |
|  |            |

|  | \| \| Iranecio \| \| \| \| \| \| Pojarkovia \| \| \| \| |
|  |                                                         |
|  | Caucasalia                                              |
|  |                                                         |
|  | Iranecio                                                |
|  |                                                         |
|  | Pojarkovia                                              |
|  |                                                         |

|  | Iranecio   |
|  |            |
|  | Pojarkovia |
|  |            |

I caratteri distintivi per le specie del genere  Iranecio sono:
- i rizomi sono corposi;
- le foglie sono lobate o pennate;
- i fiori del disco hanno 4 lobi.

Il numero cromosomico della specie è: 2n = 24, 30-34 e 40.

### Elenco delle specie
Questo genere ha 4 specie:
- Iranecio elbrusensis (Boiss.) B.Nord.
- Iranecio lipskyi  (Lomakin) C.Jeffrey
- Iranecio oligolepis  (Boiss.) B.Nord.
- Iranecio paucilobus  (DC.) B.Nord.